# 亨利十四世
亨利十四世（德語：Herzog von Niederbayern auch Heinrich II；1305年9月29日—1339年9月1/2日），又稱亨利二世，維特爾斯巴赫家族成員，下巴伐利亞公爵（1310年—1339年在位）。下巴伐利亞公爵斯特凡一世與所生的次子，下巴伐利亞公爵奧托四世的兄長。

## 生平
亨利十四世出生於蘭茨胡特。父親斯特凡一世於1310年去世後，亨利十四世與弟弟奧托四世一起成為下巴伐利亞公爵，受上巴伐利亞公爵（其後的神聖羅馬帝國皇帝）路易四世監護。亨利十四世支持路易四世反對哈布斯堡王朝腓特烈一世，並於1333年路易四世考慮暫時辭任皇帝時成為德意志王冠的候選人。
亨利十四世與他的弟弟奧托四世（卒於1334年）和堂弟亨利十五世發生衝突，加劇皇帝路易四世與亨利十四世之間的關係漸差，亨利十四世遂與岳父波希米亞國王約翰一世結盟，他在1336/37年還陪同去普魯士旅行。1339年2月，與路易四世和解的幾個月後，亨利十四世因麻風病去世，並由其兒子約翰一世繼承爵位。 

## 家庭
亨利十四世於1328年8月12日與波希米亞國王約翰一世和其妻子艾莉絲卡·普熱米斯洛娃的女兒瑪格麗塔結婚。他們一共有兩名孩子：
1. 約翰一世（1329年11月29日-1340年12月20日）[3]。
2. 維特爾斯巴赫的亨利（1330年），在出生後一個月逝世。

家譜中還提及一個名為埃伯哈德（Eberhard）的私生子，但是對他的母親和埃伯哈德以後的生活一無所知。 